# Carles Pérez
Carles Pérez Sayol (ur. 16 lutego 1998 w Granollers) – hiszpański piłkarz, występujący na pozycji napastnika. Były młodzieżowy reprezentant Hiszpanii.

## Kariera klubowa
Urodzony w Granollers Pérez dołączył do młodzieżówek Barcelony w 2012 roku z Espanyolu. 3 października 2015 roku, wciąż będąc juniorem, zaliczył seniorski debiut w Barcelonie B, zmieniając w 45 minucie Maxiego Rolóna w zremisowanym 0–0 meczu przeciwko Levante UD B rozgrywanym w ramach Segunda División B.
W lipcu 2017 roku, Carles został definitywnie przeniesiony do Barçy B, która awansowała do Segunda División. Swój profesjonalny debiut Pérez zaliczył 19 sierpnia 2017 roku zmieniając Vitinho w wygranym 2–1 meczu z Realem Valladolid.
W pierwszej drużynie Barcelony Pérez zadebiutował w starciu z Espanyolem rozgrywanym 7 marca 2018 roku w ramach Superpucharu Katalonii.
30 stycznia 2020 r. Carles odszedł na wypożyczenie do AS Romy. 1 września 2020 klub ze stolicy Włoch definitywnie wykupił zawodnika za kwotę 11 mln euro.

## Sukcesy

### Barcelona
- Mistrzostwo Hiszpanii: 2018/2019
- Liga Młodzieżowa UEFA: 2017/18